# Argo Tractors
Pour les articles homonymes, voir Argo.
Argo Tractors SpA. est une société holding italienne créée par les frères Valerio et Pierangelo Morra en 1980.
C'est en 1980 que les frères Morra rachètent la société MBS de Reggio Emilia, une entreprise spécialisée dans la production d'engrenages et d'organes de transmission pour le secteur du machinisme agricole.
En 1987, ils rachètent la société Pegoraro de Vicence, producteur renommé d'outillage de préparation des terres et de labourage.
En 1988, ils créent Argo SpA pour en faire une holding dans laquelle ils conserveront les participations des différentes sociétés acquises.
En 1994, Argo rachète la majorité de Landini implantée à Fabbrico.
En 1995, Argo rachète, via Landini, Valpadana, spécialiste italien des tracteurs de petite taille.
En 2000, Argo rachète les sociétés SEP et Laverda. SEP est un spécialiste du petit matériel et Laverda le leader dans le domaine des moissonneuses batteuses. La reprise de Laverda, appartenant précédemment au groupe Fiat-CNH, est imposée par la commission européenne de la concurrence, pour éviter que Fiat-CNH, après le rachat de l'américain Case Corp, n'ait une position dominante sur le marché mondial. Fiat-CNH se voit également contraint de céder les usines ex McCormick de Doncaster en Grande-Bretagne à Argo SpA. L'usine Mc Cormick de St Dizier en France est reprise par le groupe chinois YTO qui poursuit la fabrication d'une boîte de vitesses et assemble trois tracteurs par mois, avec un effectif extrêmement réduit. 
En 2001, Argo reprend tous les actifs restants de McCormick dans le monde. En 2006, la raison sociale devient Argo Tractors SpA, Argo SpA devient la holding financière de la famille Morra.
En 2010, Argo Tractors SpA cède Laverda et Fella-Werke au groupe américain AGCO.
En septembre 2017, Argo Tractors SpA crée une coentreprise avec le groupe turc Anadolu Grupu qui assurait depuis 2012 la distribution en Turquie des tracteurs agricoles Landini, Anadolu Landini pour la fabrication sous licence d'une partie de la gamme Landini.
Le groupe Argo Tractors SpA est le troisième constructeur italien de machines agricoles derrière Fiat-CNH et SAME. Sa production est de 22 000 tracteurs par an[Quand ?] de 20 à 310 ch de puissance[réf. souhaitée].

## Sites de production
- Fabbrico (Italie)
- San Martino in Rio (Italie)
- Luzzara (Italie)

### Anciens sites
- Saint-Dizier (France) : usine McCormick revendue au constructeur chinois YTO
- Doncaster (Royaume-Uni) : usine McCormick fermée en 2007[2]